# Josef Danegger (Schauspieler, 1889)
Josef Danegger (geboren am 1. Februar 1889 in Wien als Josef Deutsch; gestorben am 1. April 1948 in Bern) war ein österreichischer Schauspieler.

## Leben
Josef Danegger war der Sohn des Schauspielers und Regisseurs Josef Dannegger (1865–1933) und der Schauspielerin Bertha Müller. Seine Geschwister Mathilde Danegger und Theodor Danegger wurden ebenfalls Schauspieler.
Sein erstes Engagement bekam er 1906 am Stadttheater Troppau. In weiterer Folge trat er am Breslauer Stadttheater und am Deutschen Theater Berlin auf und wurde schließlich von 1919 bis 1926 Ensemblemitglied des Burgtheaters in Wien. Dort stand er unter anderem als Franz in Schillers Die Räuber, Holofernes in Hebbels Judith und Macduff in Shakespeares Macbeth auf der Bühne. Es folgten weitere Engagements in Berlin, wo er u. a. an der Uraufführung von Geschichten aus dem Wiener Wald mitwirkte, und München.
1933 wurde er als „Halbjude“ aus der Reichstheaterkammer ausgeschlossen. Im Rahmen der Wiener Reinhardt-Tournee 1934 spielte er unter der Regie von Max Reinhardt unter anderem den George Talbot in Maria Stuart. Von 1930 bis 1937 trat er regelmäßig bei den Salzburger Festspielen auf und spielte dort unter anderem den Dicken Vetter im Jedermann und den Siebel in Goethes Faust, jeweils wieder unter der Regie von Max Reinhardt.
Danegger emigrierte in die Schweiz, wo er ab 1938 bis zu seinem Tod 1948 am Stadttheater Bern festes Ensemblemitglied war und in über 100 Rollen auftrat.

## Filmografie
- 1916: Die nicht sterben sollen…
- 1916: Der Tod des Erasmus
- 1919: Else vom Erlenhof
- 1931: Der Tanzhusar
- 1932: Einmal möcht’ ich keine Sorgen haben
- 1933: Ich will Dich Liebe lehren
- 1934: Bretter, die die Welt bedeuten